# Green 10
Green 10  čili Zelená 10 je neformální koalice nevládních organizací a zahrnuje deset největších evropských environmentálních organizací/sítí. Koordinuje společné reakce a doporučení pro rozhodovací orgány EU.
Spolupracuje s institucemi EU pro tvorbu právních předpisů – Evropskou komisí, Evropským parlamentem a Radou Evropské unie – snaží se prosadit, aby životní prostředí bylo v centru tvorby politik. Spolupracují se svými členskými organizacemi v jednotlivých členských státech EU a pomáhají jim se vstupem do rozhodovacích procesů EU. Koalici tvoří následující organizace:
- BirdLife International Evropa a střední Asie – (BirdLife Europe and Central Asia)
- Síť Climate Action Network Evropa – (CAN – Climate Action Network Europe)
- CEE Bankwatch Network
- Evropská environmentální kancelář – (EEB – European Environmental Bureau)
- Evropská federace dopravy a životního prostředí (T & E)
- Aliance pro zdraví a životní prostředí (HEAL)
- Přátelé Země Evropa (FoEE – Friends of the Earth Europe)
- Greenpeace Evropa
- Přátelé přírody (NFI – Nature Friends International)
- WWF Evropská kancelář WWF